# Brit Awards 2004
24 ceremonia rozdania BRIT Awards, prestiżowych nagród wręczanych przez Brytyjski Przemysł Fonograficzny odbyła się 17 lutego 2004 roku. Wydarzenie to miało miejsce po raz siódmy w Earls Court w Londynie w Wielkiej Brytanii. Po raz pierwszy wręczono nagrodę w kategorii "Najlepszy brytyjski zespół rockowy".

## Nominacje i zwycięzcy
| Brytyjski album roku | Utwór roku |
| --- | --- |
| - The Darkness – Permission to Land - Blur – Think Tank - The Coral – Magic and Medicine - Daniel Bedingfield – Gotta Get Thru This - Dido – Life for Rent | - Dido – "White Flag" - Gareth Gates – "Spirit in the Sky" - Jamelia – "Superstar" - Mis-Teeq – "Scandalous" - Rachel Stevens – "Sweet Dreams My LA Ex"                |
| Najlepszy brytyjski artysta | Najlepsza brytyjska artystka |
| - Daniel Bedingfield - Badly Drawn Boy - David Bowie - Dizzee Rascal - Will Young                                                                          | - Dido - Amy Winehouse - Annie Lennox - Jamelia - Sophie Ellis-Bextor                                                                                                  |
| Najlepsza brytyjska grupa | Najlepszy przełomowy wykonawca |
| - The Darkness - Busted - The Coral - Radiohead - Sugababes                                                                                                | - Busted - The Darkness - Dizzee Rascal - Jamie Cullum - Lemar |
| Najlepszy artysta międzynarodowy | Najlepsza artystka międzynarodowa |
| - Eminem - Beck - Moby - Nelly - Bruce Springsteen | - Pink - Missy Elliott - Norah Jones - Alicia Keys - Avril Lavigne |
| Najlepszy zespół międzynarodowy | Najlepszy przełomowy wykonawca międzynarodowy |
| - Red Hot Chili Peppers - Foo Fighters - Nickelback - Röyksopp - The White Stripes                                                                         | - Norah Jones - Avril Lavigne - Nickelback - Shakira - The White Stripes                                                                                               |
| Najlepszy wykonawca muzyki pop | Najlepszy album międzynarodowy |
| - Busted - The Black Eyed Peas (Stany Zjednoczone) - Christina Aguilera (Stany Zjednoczone) - Daniel Bedingfield - Justin Timberlake (Stany Zjednoczone)   | - Justin Timberlake – Justified - Beyoncé – Dangerously in Love - Christina Aguilera – Stripped - Outkast – Speakerboxxx/The Love Below - The White Stripes – Elephant |
| Najlepszy brytyjski zespół rockowy | |
| - The Darkness - Feeder - Muse - Primal Scream - Stereophonics                                                                                             | |